# دهستان زردلان
دهستان زردلان، یکی از دهستان‌های بخش جزمان شهرستان هلیلان در استان ایلام ایران است. مرکز این دهستان، روستای پیازآباد است.

## مردم‌شناسی
بیشتر مردم زردلان از قوم لک هستند و به زبان لکی تکلم می‌کنند متشکل از ایلات بالاوند (لک) کلهر، زنگنه، میدری، پیراحمدوند، آهنگر (آسنگر)، دراویش و به صورت پراکنده خانوارهایی از طایفه اولادقباد در این دهستان زندگی می‌کنند.

## تاریخچه
«بر اساس تحقیقات مورخینی چون «مری بویس» ناحیه سیمره امروزی محل پیدایش اولین دولت مادها در ایران بوده است و اولین دولت درشرق دشت نیسا باستان(محدوده جلالوند و ماهیدشت کنونی ) به وجود امد و زردلان در شرق این ناحیه قرار دارد » .
همچنین تنگه و تپه باستانی حُمام لان (تنگه گنج ها) در اطراف زردلان و تپه چشمه ماهی به زبان محلی کنی مای و گور دخمه سان رستم نیز در نزدیکی آن قرار دارد این دخمه از زمان مادها به یادگار مانده است .سان واژه ای مادی به معنای سنگ است.
نام قدیم پیاز آباد زردلان میر اسپَ بوده بدان خاطر به آن میر اسپَ میگفتند که اسبهای اصیل پرورش میدادند و امراء اسپهای خود را از آنجا خریداری میکردند.( اسپ (لکی و اوستا به معنی اسب به فارسی) و زردلان منطقه ای در شرق جلگه ی ماهیدشت می باشد که در روستای بانلکان آثاری از دوران مادها بدست آمده است.

## جاذبه‌های گردشگری

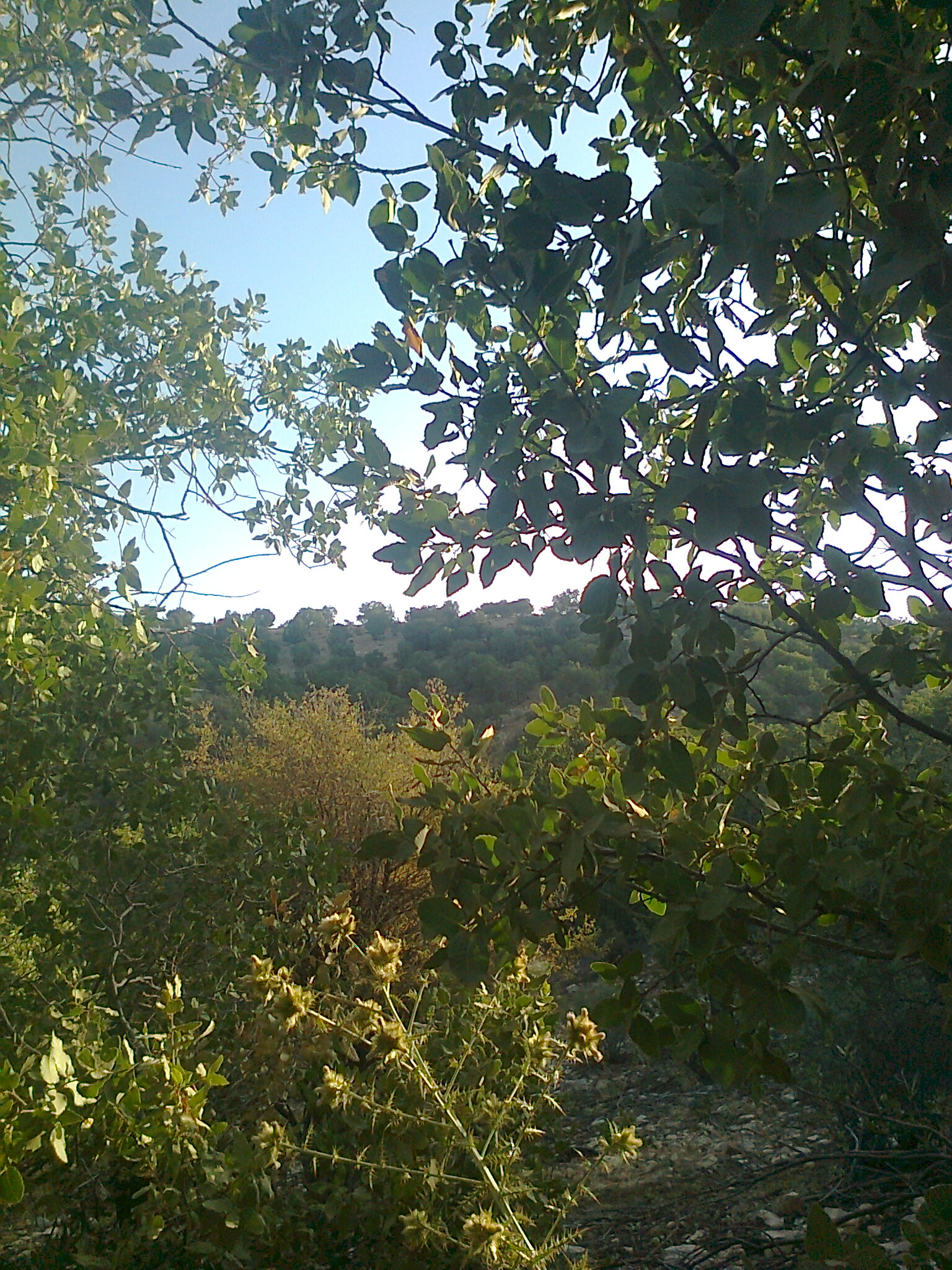
بان بن

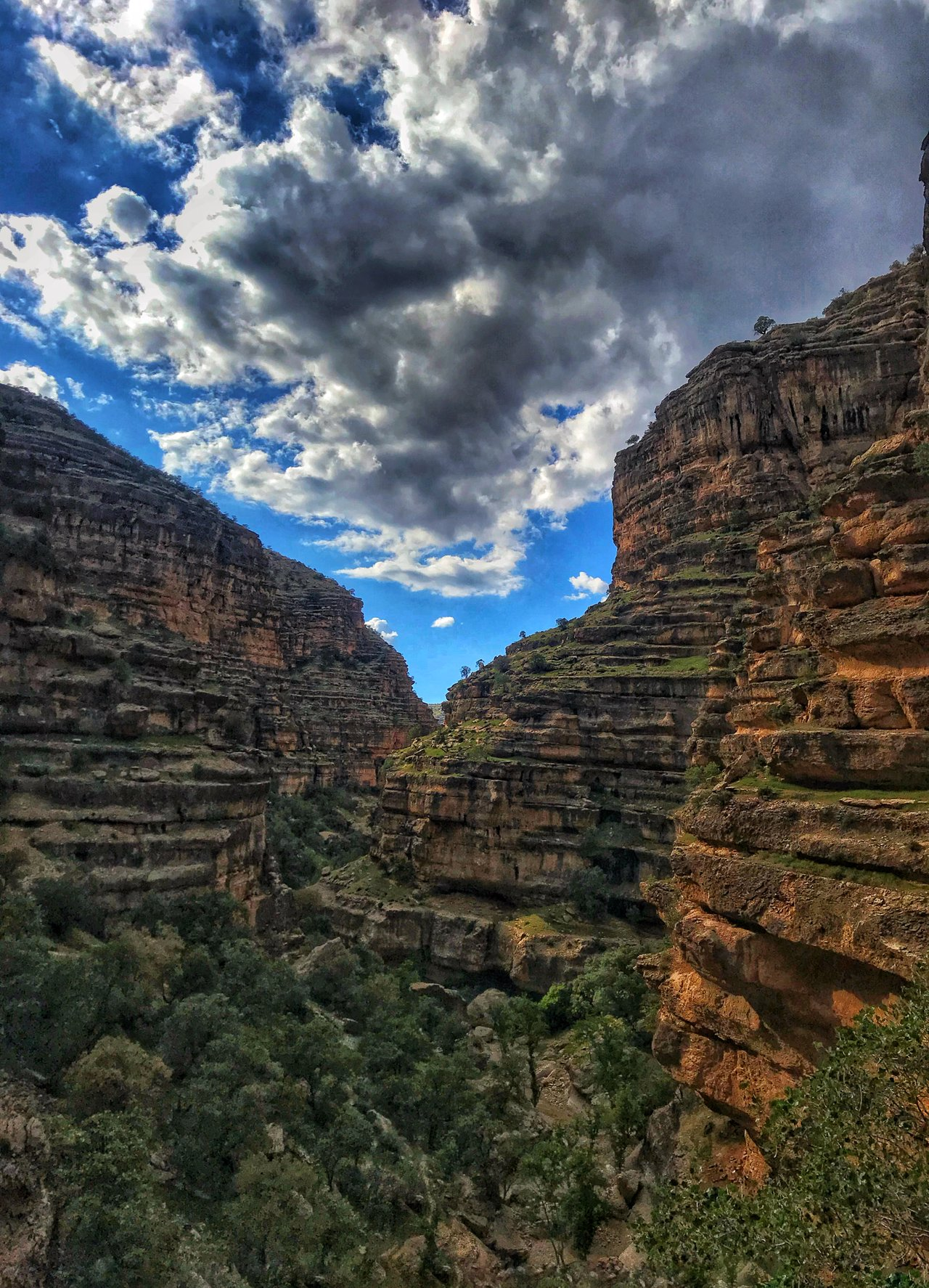

دره شیرز یکی از جاذبه‌های گردشگری این دهستان است که در خط مرزی آن با استان لرستان قرار دارد.
تنگه ویژن آو در منطقه زردلان و  نزدیکی دره شیرز قرار دارد و طبیعت چشم نوازی دارد.

## جمعیت
بر پایه سرشماری عمومی نفوس و مسکن در سال ۱۳۹۵، جمعیت دهستان زردلان برابر با ۲٬۵۱۴ نفر بوده است.